# Dísticos de Catão

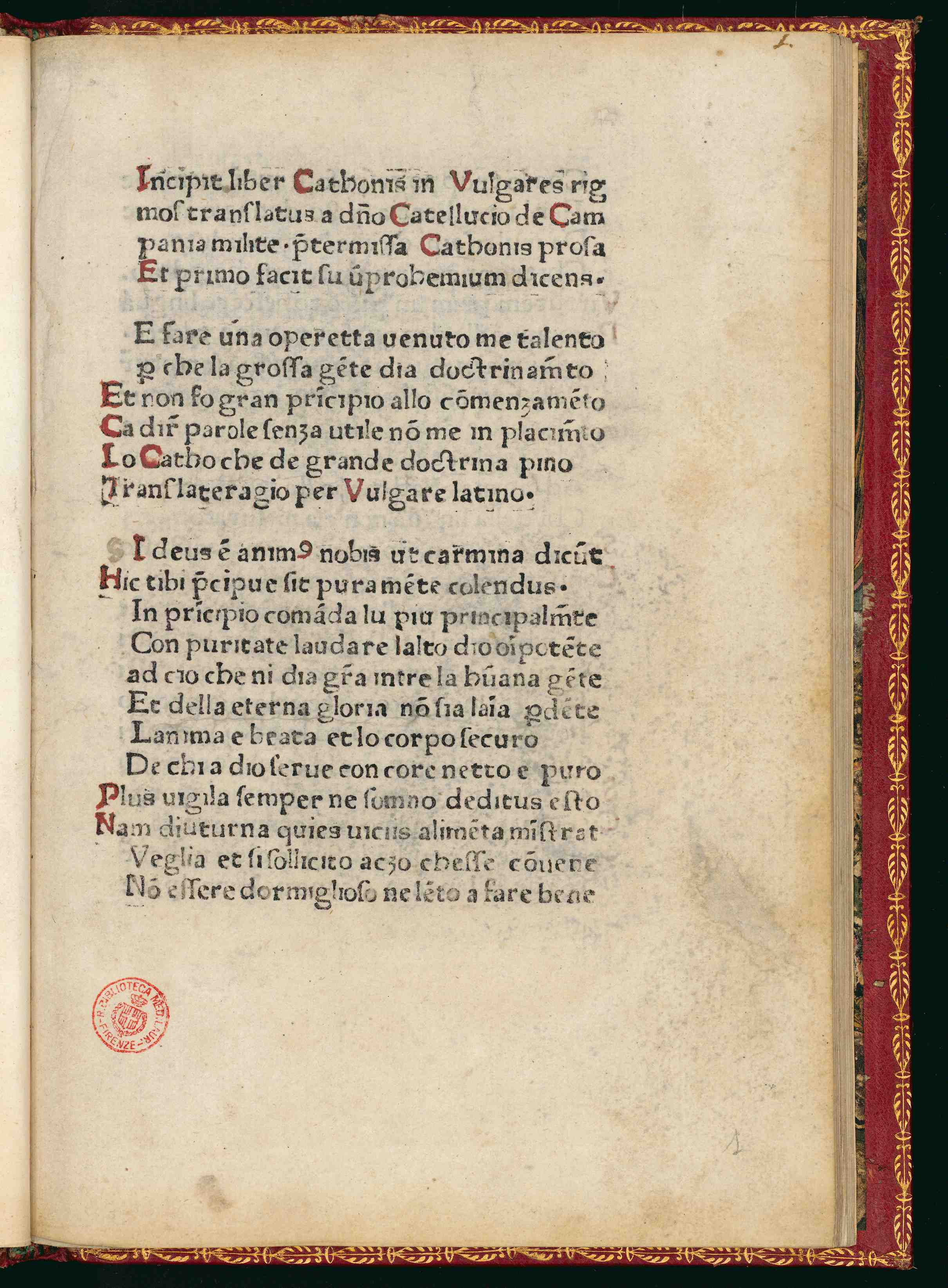
O início de uma edição de 1475 dos Distichs de Catão (Incipit liber Cathonis in vulgares)

Os Dísticos de Catão (Catonis Disticha, em latim), frequentemente referidos apenas como Catão, constituem uma coleção de máximas latinas que abordam temas de sabedoria e moralidade. Embora seu autor permaneça desconhecido, acredita-se que tenha sido compilada entre os séculos III e IV d.C. Durante a Idade Média, Catão destacou-se como o manual mais popular para o aprendizado do latim, apreciado não apenas como ferramenta pedagógica, mas também como guia de princípios éticos. Essa obra permaneceu como referência no ensino do latim até o século XVIII, sendo inclusive utilizada por figuras como Benjamin Franklin. Traduzido para diversas línguas, foi um dos livros mais influentes da era medieval.

## Fundo
O Catão destacou-se como o livro didático de latim mais influente da Idade Média, apreciado não só como uma ferramenta para o ensino da língua latina, mas também como um guia moral para jovens estudantes. Sua relevância ultrapassou fronteiras, sendo traduzido para diversos idiomas, inclusive para o nórdico.
Geoffrey Chaucer fez referência ao Catão em sua obra Os Contos de Canterbury, proporcionando, assim, a muitos estudantes modernos — menos familiarizados com o latim — o primeiro contato com essa coleção de ensinamentos morais e proverbiais.
Os Dísticos de Catão eram frequentemente conhecidos simplesmente como Cato. Durante a Idade Média, acreditava-se que a obra havia sido escrita por Catão, o Velho, ou, em algumas hipóteses, por Catão, o Jovem. Supunha-se que Catão, o Velho, tivesse incluído trechos em prosa dessa obra em seu Carmen de Moribus, mas mais tarde verificou-se que esses trechos eram adições posteriores.
Eventualmente, a autoria foi atribuída a um escritor anônimo conhecido como Dionísio Catão (ou Catúnculo), datado dos séculos III ou IV d.C. Essa conclusão foi baseada em evidências provenientes de um manuscrito analisado pelo estudioso Júlio César Scaliger (1484–1558). Embora o manuscrito tenha se perdido, Scaliger o considerava uma fonte confiável.
Em 1513, Erasmo de Roterdã revisou, corrigiu e comentou os Dísticos de Catão, lançando uma nova edição sob sua própria autoria. Sua versão aprimorada não apenas refinou o texto original, mas também ofereceu uma interpretação mais clara e acessível, ampliando ainda mais a influência da obra no ensino humanista da época.
Corderius realizou uma tradução para o francês dos Dísticos de Catão, enriquecendo-a com comentários baseados em autores clássicos. Sua versão foi especialmente direcionada ao público infantil, oferecendo resumos, versos explicativos e uma análise detalhada da estrutura do texto. Mais do que uma simples tradução, sua obra funcionava como um verdadeiro tratado de gramática, servindo tanto para o aprendizado do latim quanto para a formação moral dos jovens estudantes.
Houve diversas traduções espanholas da obra de Corderius ao longo dos séculos. Desde a primeira em 1490 até 1964, existem registros de pelo menos seis versões em espanhol. Uma tese intrigante foi apresentada por González Echeverría, uma autoridade em Michael Servetus, durante o congresso da International Society for the History of Medicine (ISHM). Segundo ele, a tradução anônima para o espanhol, publicada em 1543, teria sido, na verdade, obra de Michael Servetus. Essa hipótese lança uma nova luz sobre o legado de Servetus, sugerindo sua contribuição direta para a difusão dos Dísticos de Catão no mundo hispânico.
Houve várias traduções em inglês, uma delas a de John Kingston em 1584.
Benjamin Franklin provavelmente estudou Cato quando estava na Boston Latin School . Ele cita Catão no Almanaque do Pobre Ricardo e acreditava no conselho moral com tanto fervor que se preocupou em imprimir a tradução de James Logan chamada Cato's Moral Distichs Englished in Couplets em 1735, a primeira nas Colônias . Sobre sua necessidade limitada nas colônias moralmente puritanas da Nova Inglaterra, Franklin diz:
"Seria considerado um exemplo de hipocrisia e ostentação farisaica da minha parte se eu dissesse que imprimo estes Dísticos mais visando o bem dos outros do que minha própria vantagem privada. E, de fato, não posso dizê-lo, pois confesso que tenho tanta confiança na virtude comum e no bom senso das pessoas desta e das províncias vizinhas que espero vender uma impressão muito boa."

## Catão
| “ | Libros lege (Read books) —Cato, Monostichs. | ” |

" Distich " significa dísticos fechados, um estilo de escrita com duas linhas. É uma coleção de conselhos morais, cada um composto de hexâmetros, em quatro livros. Catão não é particularmente cristão em caráter, mas é monoteísta.

### Amostras de dísticos
2.1. Se puder, lembre-se de ajudar pessoas que você não conhece.Mais precioso que um reino é ganhar amigos pela gentileza.
2.9. Não despreze os poderes de um corpo pequeno;Ele pode ser forte em conselhos (embora) a natureza lhe negue força. 3.2. Se você vive corretamente, não se preocupe com as palavras dos maus,Não cabe a nós decidir o que cada pessoa diz.